# Кондрашёва, Зинаида Никитична
Зинаида Никитична Кондрашёва — советский инженер, начальник цеха радиоламп Московского электролампового завода. Лауреат Сталинской премии (1948).

## Биография
Зинаида Кондрашёва родилась в начале XX века в селе Перелесье (ныне Ленинградская область) в бедной крестьянской семье. Окончила среднюю школу и в 1924 году поступила на физико-математический факультет Ленинградского университета. Через 5 лет окончила курс электро-физического отделения. Дипломная работа Зинаиды Кондрашёвой была посвящена производству колб для электронных ламп. Через год эта работа была опубликована в одном из журналов. Зинаида Кондрашёва устроилась на ленинградский завод «Светлана», где проработала более 10 лет.
В 1942 году Зинаиду Кондрашёву вызвали в Москву. Из блокадного Ленинграда она вылетела на самолёте. Её назначили начальником нового цеха радиоламп Московского электролампового завода. Поначалу цех был пустым: оборудование вывезли на восток. В подчинении у Зинаиды Кондрашёвой оказались 16-17-летние девушки, призванные на завод по комсомольской мобилизации. Перед ней встала задача в кратчайшие сроки обучить работниц и восстановить оборудование. Помимо технического обучения, Зинаида Кондрашёва уделяла большое внимание политико-воспитательной работе, чтобы работницы осознали важность производимого ими оборудования для фронта. Девушки стали писать в воинские части письма с просьбой оценить качество поставляемых радиоламп. Ответные письма зачитывались вслух и обсуждались. Замечания военных радистов учитывались и качество оборудования повышалось. Все работницы цеха по вечерам ходили в технические кружки, где занимались производственной учёбой. Там Зинаида Кондрашёва сама обучала девушек многооперационной работе, физике и химии.
Вскоре цех радиоламп стал занимать ведущее место на заводе и неоднократно завоёвывал переходящее красное знамя. Применялись самые современные технологии и новые методы организации труда. После введения новых норм выработки работницы цеха перешли на более уплотнённые условия труда. Зинаида Кондрашёва поддержала предложение бригадира Валентины Хрисановой организовать работу по часовому графику. Это новшество привело к существенному увеличению производительности труда. Улучшение производительности происходило и за счёт рационализации производства и применения новых приспособлений. Опыт цеха Зинаиды Кондрашёвой стали перенимать другие предприятия Москвы.
В 1948 году Зинаида Кондрашёва была удостоена Сталинской премии 3-й степени — за разработку и внедрение новой технологии массового производства радиоламп с долговечным оксидным катодом.